# Canton du Havre-1
Le canton du Havre-1 est une circonscription électorale française du département de la Seine-Maritime créée en 1888. Sa délimitation a été modifiée par le décret du 27 février 2014. Elle tient lieu de circonscription d'élection des conseillers départementaux et entre en vigueur lors des premières élections départementales suivant la publication du décret.

## Histoire
Un nouveau découpage territorial de la Seine-Maritime entre en vigueur à l'occasion des premières élections départementales suivant le décret du 27 février 2014. Les conseillers départementaux sont, à compter de ces élections, élus au scrutin majoritaire binominal mixte. Les électeurs de chaque canton élisent au Conseil départemental, nouvelle appellation du Conseil général, deux membres de sexe différent, qui se présentent en binôme de candidats. Les conseillers départementaux sont élus pour 6 ans au scrutin binominal majoritaire à deux tours, l'accès au second tour nécessitant 12,5 % des inscrits au 1er tour. En outre la totalité des conseillers départementaux est renouvelée. Ce nouveau mode de scrutin nécessite un redécoupage des cantons dont le nombre est divisé par deux avec arrondi à l'unité impaire supérieure si ce nombre n'est pas entier impair, assorti de conditions de seuils minimaux. Dans la Seine-Maritime, le nombre de cantons passe ainsi de 69 à 35.

## Représentation

### Conseillers généraux de 1888 à 2015
| Période | Période      | Identité                            | Étiquette             | Qualité |
| ------- | ------------ | ----------------------------------- | --------------------- | --- |
| 1888    | 1898         | Auguste Rispal                      | Républicain           | Négociant en métaux Député (1897-1902) Sénateur (1903-1909)                                                              |
| 1898    | 1901 (décès) | Félix Alexandre Paisant (1839-1901) | Républicain           | Négociant au Havre, conseiller d'arrondissement                                                                          |
| 1901    | 1905 (décès) | Emile Bauzin                        | Républicain           | Armateur |
| 1905    | 1907 (décès) | Théodule Marais                     | Rad.                  | Pharmacien Maire du Havre (1896-1904)                                                                                    |
| 1907    | 1919         | Georges Profichet                   | Rad.                  | Docteur en médecine au Havre                                                                                             |
| 1919    | 1940         | Ludovic Auguste Arnaudtizon         | Rad.                  | Capitaine au long cours Agent de société maritime au Havre Président de la Société des Pensionnés de la Marine marchande |
|         |              |                                     |                       | |
| 1943    | 1945         | Jean Bérard                         |                       | Adjoint au maire du Havre Nommé conseiller départemental en 1943                                                         |
|         |              |                                     |                       | |
| 1945    | 1955         | Pierre Guinard (1907-1961)          | PCF                   | Marin, scaphandrier Membre du Comité de Libération de la ville du Havre Conseiller municipal du Havre                    |
| 1955    | 1985         | Paul Denis (1907-1988)              | UNR puis UDR puis RPR | Médecin ORL, adjoint au maire du Havre, ancien résistant, ancien déporté à Auschwitz et Buchenwald                       |
| 1985    | 2015         | Annie Guillemet                     | RPR puis UMP puis DVD | Professeur de Français Conseillère municipale du Havre                                                                   |

### Conseillers départementaux depuis 2015
| Période élective | Période élective | Mandat | Mandat   | Identité                   | Nuance | Nuance | Qualité |
| ---------------- | ---------------- | ------ | -------- | -------------------------- | ------ | ------ | --- |
| 2015             | 2021             | 2015   | 2021     | Christian Duval            |        | LR     | Adjoint au maire du Havre, conseiller municipal délégué depuis 2020                                          |
| 2015             | 2021             | 2015   | 2021     | Florence Thibaudeau-Rainot |        | LR     | Responsable commerciale Adjointe au maire du Havre 13e vice-présidente, chargée de l'arrondissement du Havre |
| 2021             | 2028             | 2021   | en cours | Christian Duval            |        | LR     | Conseiller sortant                                                                                           |
| 2021             | 2028             | 2021   | en cours | Florence Thibaudeau-Rainot |        | DVD    | Conseillère sortante 1ère vice-présidente chargée des Solidarités humaines                                   |

### Résultats détaillés

#### Élections de mars 2015
À l'issue du 1er tour des élections départementales de 2015, deux binômes sont en ballottage : Christian Duval et Florence Thibaudeau-Rainot (Union de la Droite, 28,92 %) et Christine Dubois et Frédéric Groussard (FN, 27,71 %). Le taux de participation est de 38,03 % (9 677 votants sur 25 443 inscrits) contre 49,48 % au niveau départemental et 50,17 % au niveau national.
Au second tour, Christian Duval et Florence Thibaudeau-Rainot (Union de la Droite) sont élus avec 65,14 % des suffrages exprimés et un taux de participation de 52,51 % (5 190 voix pour 9 181 votants et 25 443 inscrits).

#### Élections de juin 2021
Le premier tour des élections départementales de 2021 est marqué par un très faible taux de participation (33,26 % au niveau national). Dans le canton du Havre-1, ce taux de participation est de 21,01 % (5 012 votants sur 23 850 inscrits) contre 32,19 % au niveau départemental. À l'issue de ce premier tour, deux binômes sont en ballottage : Christian Duval et Florence Thibaudeau-Rainot (DVD, 32,9 %) et Nathalie Nail et Jean-François Queron (Union à gauche, 29,07 %).
Le second tour des élections est marqué une nouvelle fois par une abstention massive équivalente au premier tour. Les taux de participation sont de 34,36 % au niveau national, 32,06 % dans le département et 21,75 % dans le canton du Havre-1. Christian Duval et Florence Thibaudeau-Rainot (DVD) sont élus avec 57,86 % des suffrages exprimés (2 657 voix pour 5 189 votants et 23 858 inscrits),,. 

## Composition
Le nouveau canton du Havre-1 comprend une fraction de la commune du Havre.
| Nom                              | Code Insee | Intercommunalité            | Superficie (km2) | Population (dernière pop. légale)                 | Densité (hab./km2) | Modifier                                    |
| -------------------------------- | ---------- | --------------------------- | ---------------- | ------------------------------------------------- | ------------------ | ------------------------------------------- |
| Le Havre (bureau centralisateur) | 76351      | CU Le Havre Seine Métropole | 46,95            | Fraction : 38 548 (2022) Commune : 166 462 (2022) | 3 546              | modifier les données · modifier les données |
| Canton du Havre-1                | 7614       |                             |                  | 38 548 (2022)                                     |                    | modifier les données                        |

La partie de la commune du Havre intégrée dans le canton est celle située au nord et à l'ouest d'une ligne définie par l'axe des voies et limites suivantes : depuis la limite territoriale de la commune de Sainte-Adresse, rue de la Sous-Bretonne, rue Estienne-d'Orves, rue Irène-Joliot-Curie, rue des Martyrs, rue Florimond-Laurent, rue de Saint-Quentin, rue Coypel, rue Bernard-Palissy, rue de Châteaudun, rue de Saint-Quentin, rue de Belfort, rue de l'Artois, rue Daguerre, rue Paul-Louis-Courier, rue Charles-Floquet, rue Edmond-Meyer, rue Darwin, rue de Douaumont, rue Pierre-Curie, rue Edmond-Meyer, rue Louis-Blanc, rue Jenner, tunnel Jenner, place Jenner, avenue René-Dehayes, lisière est de la forêt de Montgeon, jusqu'à la limite territoriale de la commune de Fontaine-la-Mallet.

## Démographie

### Démographie avant 2015
| 1962 | 1968 | 1975 | 1982 | 1990   | 1999   | 2006   | 2011   | 2012   |
| ---- | ---- | ---- | ---- | ------ | ------ | ------ | ------ | ------ |
| -    | -    | -    | -    | 15 265 | 14 739 | 14 753 | 14 225 | 14 182 |

### Démographie depuis 2015
En 2022, le canton comptait 38 548 habitants, en évolution de +0,84 % par rapport à 2016 (Seine-Maritime : +0,35 %, France hors Mayotte : +2,11 %).
| 2013   | 2018   | 2022   |
| ------ | ------ | ------ |
| 37 673 | 38 525 | 38 548 |